# 악령의 머리카락
《악령의 머리카락》(Flesh-Colored Horror, 일본어: 肉色の怪)은 일본의 공포 만화가 이토 준지의 만화다.

## 수록 이야기
1. 악령의 머리카락
2. 승낙
3. 벌집
4. 미인 박명
5. 머리 없는 조각상
6. 탈피

## 출판 정보
- 한국
  - 《악령의 머리카락》 (시공사, 1999년 7월 31일 출간) ISBN-13 9788952702869 /ISBN-10 8952702867